# Jugoslaviske partisaner
De jugoslaviske partisaner eller den Nationale befrielseshær, officielt Jugoslaviens nationale befrielseshær og partisanenheder, var Europas mest effektive anti-nazistiske modstandsbevægelse under anden verdenskrig, ofte sammenlignet med den polske modstandsbevægelse, omend sidstnævnte hovedsageligt var en ikke-kommunistisk, autonom bevægelse.
Den jugoslaviske modstandsbevægelse blev ledet af det jugoslaviske kommunistparti. Modstandsbevægelsens øverstbefalende kommandant var marskal Tito.
Ved slutningen af 1944 var partisanernes samlede styrke på omkring 650.000 mænd og kvinder, organiseret i fire hære og 52 divisioner.

## Fodnoter